# Francuscy ministrowie sprawiedliwości

## Kanclerze
| Kanclerz                               | Początek urzędowania | Koniec urzędowania   |
| Louis Phélypeaux, hrabia Pontchartrain | 5 września 1699      | 1 lipca 1714         |
| Daniel Voysin de La Noiraye            | 2 lipca 1714         | 2 lutego 1717        |
| Henri François d’Aguesseau             | 3 lutego 1717        | 27 października 1750 |
| Guillaume de Lamoignon de Blancmesnil  | 10 grudnia 1750      | 14 września 1768     |
| René Nicolas de Maupeou                | 16 września 1768     | 1 lipca 1790         |

## Gardiens des sceaux (Strażnicy Pieczęci) 1699-1790
| Strażnik Pieczęci                           | Początek urzędowania | Koniec urzędowania   |
| Louis Phélypeaux, hrabia Pontchartrain      | 5 września 1699      | 1 lipca 1714         |
| Daniel majaoysin de La Noiraye              | 2 lipca 1714         | 2 lutego 1717        |
| Henri François d’Aguesseau                  | 3 lutego 1717        | 28 stycznia 1718     |
| Marc-René de Voyer de Paulmy d’Argenson     | 28 stycznia 1718     | 7 czerwca 1720       |
| Henri François d’Aguesseau                  | 8 czerwca 1720       | 28 lutego 1722       |
| Joseph Fleuriau d’Armenonville              | 28 lutego 1722       | 17 sierpnia 1727     |
| Germain Louis Chauvelin                     | 23 sierpnia 1727     | 20 lutego 1737       |
| Henri François d’Aguesseau                  | 20 lutego 1737       | 27 listopada 1750    |
| Jean-Baptiste de Machault d’Arnouville      | 27 listopada 1750    | 1 lutego 1757        |
| majaakans                                   | 1 lutego 1757        | 13 października 1761 |
| Nicolas René Berryer                        | 13 października 1761 | 15 września 1762     |
| Paul Esprit Feydeau de Brou                 | 27 września 1762     | 3 października 1763  |
| René Charles de Maupeou                     | 3 października 1763  | 18 września 1768     |
| René Nicolas de Maupeou                     | 18 września 1768     | 24 sierpnia 1774     |
| Armand Thomas Hue de Miromesnil             | 24 sierpnia 1774     | 8 kwietnia 1787      |
| Chrétien François de Lamoignon de Basville  | 8 kwietnia 1787      | 14 września 1788     |
| Charles Louis François de Paule de Barentin | 17 września 1788     | 3 sierpnia 1789      |
| Jérôme Champion de Cicé                     | 4 sierpnia 1789      | 21 września 1790     |

## Ministrowie sprawiedliwości, 1790-1944
| Minister                                       | Początek urzędowania | Koniec urzędowania   |
| Marguerite Louis François Duport-Dutertre      | 21 września 1790     | 23 marca 1792        |
| Jean-Marie Roland de La Platière               | 23 marca 1792        | 14 kwietnia 1792     |
| Antoine Duranthon                              | 14 kwietnia 1792     | 4 lipca 1792         |
| Étienne Louis Hector Dejoly                    | 4 lipca 1792         | 10 sierpnia 1792     |
| Georges Danton                                 | 10 sierpnia 1792     | 9 października 1792  |
| Dominique Joseph Garat                         | 9 października 1792  | 20 marca 1793        |
| Louis Jérôme Gohier                            | 20 marca 1793        | 20 kwietnia 1794     |
| brak                                           | 20 kwietnia 1794     | 3 września 1795      |
| Philippe Antoine Merlin de Douai               | 3 września 1795      | 5 stycznia 1796      |
| Charles François Jean Joseph Victor Génissieu  | 5 stycznia 1796      | 4 kwietnia 1796      |
| Philippe Antoine Merlin de Douai               | 4 kwietnia 1796      | 24 września 1797     |
| Charles Joseph Mathieu Lambrechts              | 24 września 1797     | 20 sierpnia 1799     |
| Jean Jacques Régis de Cambacérès               | 20 sierpnia 1799     | 25 grudnia 1799      |
| André Joseph Abrial                            | 25 grudnia 1799      | 14 września 1802     |
| Claude Régnier, duc de Massa                   | 14 września 1802     | 20 listopada 1813    |
| Mathieu Louis Molé                             | 20 listopada 1813    | 1 kwietnia 1814      |
| Pierre Paul Nicolas, baron Henrion de Pansey   | 3 kwietnia 1814      | 13 maja 1814         |
| Charles, chevalier Dambray                     | 13 maja 1814         | 20 marca 1815        |
| Jean Jacques Régis de Cambacérès, duc de Parme | 20 marca 1815        | 22 czerwca 1815      |
| Antoine, comte Boulay de la Meurthe            | 22 czerwca 1815      | 7 lipca 1815         |
| Étienne Denis, baron Pasquier                  | 9 lipca 1815         | 26 września 1815     |
| François, comte de Barbé-Marbois               | 26 września 1815     | 7 maja 1816          |
| Charles, chevalier Dambray                     | 7 maja 1816          | 19 stycznia 1817     |
| Étienne Denis, baron Pasquier                  | 19 stycznia 1817     | 29 grudnia 1818      |
| Pierre François Hercule, comte de Serre        | 29 grudnia 1818      | 14 grudnia 1821      |
| Charles Ignace, comte de Peyronnet             | 14 grudnia 1821      | 4 stycznia 1828      |
| Joseph Marie, comte Portalis                   | 4 stycznia 1828      | 14 maja 1829         |
| Pierre Alpinien Bertrand Bourdeau              | 14 maja 1829         | 8 sierpnia 1829      |
| Jean Joseph Antoine de Courvoisier             | 8 sierpnia 1829      | 19 maja 1830         |
| Jean de Chantelauze                            | 19 maja 1830         | 31 lipca 1830        |
| Jacques Charles Dupont de l'Eure               | 31 lipca 1830        | 27 grudnia 1830      |
| Joseph Mérilhou                                | 27 grudnia 1830      | 13 marca 1831        |
| Félix Barthe                                   | 13 marca 1831        | 4 kwietnia 1834      |
| Jean Persil                                    | 4 kwietnia 1834      | 22 lutego 1836       |
| Paul Sauzet                                    | 22 lutego 1836       | 6 września 1836      |
| Jean Persil                                    | 6 września 1836      | 15 kwietnia 1837     |
| Félix Barthe                                   | 15 kwietnia 1837     | 31 marca 1839        |
| Louis Gaspard Amédée, baron Girod de l'Ain     | 31 marca 1839        | 12 maja 1839         |
| Jean-Baptiste Teste                            | 12 maja 1839         | 1 marca 1840         |
| Alexandre François Vivien                      | 1 marca 1840         | 29 października 1840 |
| Nicolas Martin du Nord                         | 29 października 1840 | 12 marca 1847        |
| Michel Pierre Alexis Hébert]                   | 14 marca 1847        | 24 lutego 1848       |
| Adolphe Crémieux                               | 24 lutego 1848       | 7 czerwca 1848       |
| Eugène Bethmont                                | 7 czerwca 1848       | 17 lipca 1848        |
| Alexandre Marie                                | 17 lipca 1848        | 20 grudnia 1848      |
| Eugène Rouher                                  | 20 grudnia 1848      | 26 października 1851 |
| Joseph Corbin                                  | 26 października 1851 | 1 listopada 1851     |
| Alfred Daviel                                  | 1 listopada 1851     | 3 grudnia 1851       |
| Eugène Rouher                                  | 3 grudnia 1851       | 22 stycznia 1852     |
| Jacques Abbatucci                              | 22 stycznia 1852     | 11 listopada 1857    |
| Paul de Royer                                  | 11 listopada 1857    | 5 maja 1859          |
| Claude Alphonse Delangle                       | 5 maja 1859          | 23 czerwca 1863      |
| Jules Baroche                                  | 23 czerwca 1863      | 17 lipca 1869        |
| Jean-Baptiste Duvergier                        | 17 lipca 1869        | 2 stycznia 1870      |
| Émile Ollivier                                 | 2 stycznia 1870      | 10 sierpnia 1870     |
| Michel Grandperret                             | 10 sierpnia 1870     | 4 września 1870      |
| Adolphe Crémieux                               | 4 września 1870      | 19 lutego 1871       |
| Jules Dufaure                                  | 19 lutego 1871       | 25 maja 1873         |
| Jean Ernoul                                    | 25 maja 1873         | 26 listopada 1873    |
| Octave Depeyre                                 | 26 listopada 1873    | 22 maja 1874         |
| Adrien Tailhand                                | 22 maja 1874         | 10 marca 1875        |
| Jules Dufaure                                  | 10 marca 1875        | 12 grudnia 1876      |
| Louis Martel                                   | 12 grudnia 1876      | 17 maja 1877         |
| Albert, duc de Broglie                         | 17 maja 1877         | 23 listopada 1877    |
| François Le Pelletier                          | 23 listopada 1877    | 13 grudnia 1877      |
| Jules Dufaure                                  | 13 grudnia 1877      | 4 lutego 1879        |
| Philippe Le Royer                              | 4 lutego 1879        | 28 grudnia 1879      |
| Jules Cazot                                    | 28 grudnia 1879      | 30 stycznia 1882     |
| Gustave Humbert                                | 30 stycznia 1882     | 7 sierpnia 1882      |
| Paul Devès                                     | 7 sierpnia 1882      | 21 lutego 1883       |
| Félix Martin-Feuillée                          | 21 lutego 1883       | 6 kwietnia 1885      |
| Henri Brisson                                  | 6 kwietnia 1885      | 7 stycznia 1886      |
| Charles Demôle                                 | 7 stycznia 1886      | 11 grudnia 1886      |
| Ferdinand Sarrien                              | 11 grudnia 1886      | 30 maja 1887         |
| Charles Mazeau                                 | 30 maja 1887         | 30 listopada 1887    |
| Armand Fallières                               | 30 listopada 1887    | 3 kwietnia 1888      |
| Jean-Baptiste Ferrouillat                      | 3 kwietnia 1888      | 5 lutego 1889        |
| Edmond Guyot-Dessaigne                         | 5 lutego 1889        | 22 lutego 1889       |
| François Thévenet                              | 22 lutego 1889       | 17 marca 1890        |
| Armand Fallières                               | 17 marca 1890        | 27 lutego 1892       |
| Louis Ricard                                   | 27 lutego 1892       | 6 grudnia 1892       |
| Léon Bourgeois                                 | 6 grudnia 1892       | 12 marca 1893        |
| Jules Develle                                  | 12 marca 1893        | 13 marca 1893        |
| Léon Bourgeois                                 | 13 marca 1893        | 4 kwietnia 1893      |
| Eugène Guérin                                  | 4 kwietnia 1893      | 3 grudnia 1893       |
| Antonin Dubost                                 | 3 grudnia 1893       | 30 maja 1894         |
| Eugène Guérin                                  | 30 maja 1894         | 26 stycznia 1895     |
| Ludovic Trarieux                               | 26 stycznia 1895     | 1 listopada 1895     |
| Louis Ricard                                   | 1 listopada 1895     | 29 kwietnia 1896     |
| Jean-Baptiste Darlan                           | 29 kwietnia 1896     | 2 grudnia 1897       |
| Victor Milliard                                | 2 grudnia 1897       | 28 czerwca 1898      |
| Ferdinand Sarrien                              | 28 czerwca 1898      | 1 listopada 1898     |
| Georges Lebret                                 | 1 listopada 1898     | 22 czerwca 1899      |
| Ernest Monis                                   | 22 czerwca 1899      | 7 czerwca 1902       |
| Ernest Vallé                                   | 7 czerwca 1902       | 24 stycznia 1905     |
| Joseph Chaumié                                 | 24 stycznia 1905     | 14 marca 1906        |
| Ferdinand Sarrien                              | 14 marca 1906        | 25 października 1906 |
| Edmond Guyot-Dessaigne                         | 25 października 1906 | 31 grudnia 1907      |
| Aristide Briand                                | 4 stycznia 1908      | 24 lipca 1909        |
| Louis Barthou                                  | 24 lipca 1909        | 3 listopada 1910     |
| Théodore Girard                                | 3 listopada 1910     | 2 marca 1911         |
| Antoine Perrier                                | 2 marca 1911         | 27 czerwca 1911      |
| Jean Cruppi                                    | 27 czerwca 1911      | 14 stycznia 1912     |
| Aristide Briand                                | 14 stycznia 1912     | 21 stycznia 1913     |
| Louis Barthou                                  | 21 stycznia 1913     | 22 marca 1913        |
| Antony Ratier                                  | 22 marca 1913        | 9 grudnia 1913       |
| Jean-Baptiste Bienvenu-Martin                  | 9 grudnia 1913       | 9 czerwca 1914       |
| AlexandreRibot                                 | 9 czerwca 1914       | 13 czerwca 1914      |
| Jean-Baptiste Bienvenu-Martin                  | 13 czerwca 1914      | 26 sierpnia 1914     |
| Aristide Briand                                | 26 sierpnia 1914     | 29 października 1915 |
| René Viviani                                   | 29 października 1915 | 12 września 1917     |
| Raoul Péret                                    | 12 września 1917     | 16 listopada 1917    |
| Louis Nail                                     | 16 listopada 1917    | 20 stycznia 1920     |
| Gustave L'Hopiteau                             | 20 stycznia 1920     | 16 stycznia 1921     |
| Laurent Bonnevay                               | 16 stycznia 1921     | 15 stycznia 1922     |
| Louis Barthou                                  | 15 stycznia 1922     | 5 października 1922  |
| Maurice Colrat                                 | 5 października 1922  | 29 marca 1924        |
| Edmond Lefebvre du Prey                        | 29 marca 1924        | 9 czerwca 1924       |
| Antony Ratier                                  | 9 czerwca 1924       | 14 czerwca 1924      |
| René Renoult                                   | 14 czerwca 1924      | 17 kwietnia 1925     |
| Théodore Steeg                                 | 17 kwietnia 1925     | 11 października 1925 |
| Anatole de Monzie                              | 11 października 1925 | 29 października 1925 |
| Camille Chautemps                              | 29 października 1925 | 28 listopada 1925    |
| René Renoult                                   | 28 listopada 1925    | 9 marca 1926         |
| Pierre Laval                                   | 9 marca 1926         | 19 lipca 1926        |
| Maurice Colrat                                 | 19 lipca 1926        | 23 lipca 1926        |
| Louis Barthou                                  | 23 lipca 1926        | 3 listopada 1929     |
| Lucien Hubert                                  | 3 listopada 1929     | 21 lutego 1930       |
| Théodore Steeg                                 | 21 lutego 1930       | 2 marca 1930         |
| Raoul Péret                                    | 2 marca 1930         | 17 listopada 1930    |
| Henry Chéron                                   | 17 listopada 1930    | 27 stycznia 1931     |
| Léon Bérard                                    | 27 stycznia 1931     | 20 lutego 1932       |
| Paul Reynaud                                   | 20 lutego 1932       | 3 czerwca 1932       |
| René Renoult                                   | 3 czerwca 1932       | 18 grudnia 1932      |
| Abel Gardey                                    | 18 grudnia 1932      | 31 stycznia 1933     |
| Eugène Penancier                               | 31 stycznia 1933     | 26 października 1933 |
| Albert Dalimier                                | 26 października 1933 | 26 listopada 1933    |
| Eugène Raynaldy                                | 26 listopada 1933    | 27 stycznia 1934     |
| Eugène Penancier                               | 27 stycznia 1934     | 9 lutego 1934        |
| Henry Chéron                                   | 9 lutego 1934        | 15 października 1934 |
| Henry Lémery                                   | 15 października 1934 | 8 listopada 1934     |
| Georges Pernot                                 | 8 listopada 1934     | 7 czerwca 1935       |
| Léon Bérard                                    | 7 czerwca 1935       | 4 czerwca 1936       |
| Marc Rucart                                    | 4 czerwca 1936       | 22 czerwca 1937      |
| Vincent Auriol                                 | 22 czerwca 1937      | 18 stycznia 1938     |
| César Campinchi                                | 18 stycznia 1938     | 13 marca 1938        |
| Marc Rucart                                    | 13 marca 1938        | 10 kwietnia 1938     |
| Paul Reynaud                                   | 10 kwietnia 1938     | 1 listopada 1938     |
| Paul Marchandeau                               | 1 listopada 1938     | 13 września 1939     |
| Georges Bonnet                                 | 13 września 1939     | 21 marca 1940        |
| Albert Sérol                                   | 21 marca 1940        | 16 czerwca 1940      |
| Charles Frémicourt                             | 16 czerwca 1940      | 12 lipca 1940        |
| Raphaël Alibert                                | 12 lipca 1940        | 27 stycznia 1941     |
| Joseph Barthélemy                              | 27 stycznia 1941     | 26 marca 1943        |
| Maurice Gabolde                                | 26 marca 1943        | 20 sierpnia 1944     |

## Ministrowie sprawiedliwości, od 1944 do dziś
| Minister                       | Began                | Ended                |
| François de Menthon            | 10 września 1944     | 30 maja 1945         |
| Pierre-Henri Teitgen           | 30 maja 1945         | 18 grudnia 1946      |
| Paul Ramadier                  | 18 grudnia 1946      | 22 stycznia 1947     |
| André Marie                    | 22 stycznia 1947     | 26 lipca 1948        |
| Robert Lecourt                 | 26 lipca 1948        | 11 września 1948     |
| André Marie                    | 11 września 1948     | 13 lutego 1949       |
| Robert Lecourt                 | 13 lutego 1949       | 28 października 1949 |
| René Mayer                     | 28 października 1949 | 11 sierpnia 1951     |
| Edgar Faure                    | 11 sierpnia 1951     | 20 stycznia 1952     |
| Léon Martinaud-Deplat          | 20 stycznia 1952     | 28 czerwca 1953      |
| Paul Ribeyre                   | 28 czerwca 1953      | 19 czerwca 1954      |
| Émile Hugues                   | 19 czerwca 1954      | 3 września 1954      |
| Jean-Michel Guérin de Beaumont | 3 września 1954      | 20 stycznia 1955     |
| Emmanuel Temple                | 20 stycznia 1955     | 23 lutego 1955       |
| Robert Schuman                 | 23 lutego 1955       | 1 lutego 1956        |
| François Mitterrand            | 1 lutego 1956        | 13 czerwca 1957      |
| Édouard Corniglion-Molinier    | 13 czerwca 1957      | 6 listopada 1957     |
| Robert Lecourt                 | 6 listopada 1957     | 1 czerwca 1958       |
| Michel Debré                   | 1 czerwca 1958       | 8 stycznia 1959      |
| Edmond Michelet                | 8 stycznia 1959      | 24 sierpnia 1961     |
| Bernard Chenot                 | 24 sierpnia 1961     | 15 kwietnia 1962     |
| Jean Foyer                     | 15 kwietnia 1962     | 6 kwietnia 1967      |
| Louis Joxe                     | 6 kwietnia 1967      | 30 maja 1968         |
| René Capitant                  | 30 maja 1968         | 28 kwietnia 1969     |
| Jean-Marcel Jeanneney          | 28 kwietnia 1969     | 22 czerwca 1969      |
| René Pleven                    | 22 czerwca 1969      | 16 marca 1973        |
| Pierre Messmer                 | 16 marca 1973        | 6 kwietnia 1973      |
| Jean Taittinger                | 6 kwietnia 1973      | 28 maja 1974         |
| Jean Lecanuet                  | 28 maja 1974         | 27 sierpnia 1976     |
| Olivier Guichard               | 27 sierpnia 1976     | 30 marca 1977        |
| Alain Peyrefitte               | 30 marca 1977        | 22 maja 1981         |
| Maurice Faure                  | 22 maja 1981         | 23 czerwca 1981      |
| Robert Badinter                | 23 czerwca 1981      | 19 lutego 1986       |
| Michel Crépeau                 | 19 lutego 1986       | 20 marca 1986        |
| Albin Chalandon                | 20 marca 1986        | 12 maja 1988         |
| Pierre Arpaillange             | 12 maja 1988         | 2 października 1990  |
| Henri Nallet                   | 2 października 1990  | 2 kwietnia 1992      |
| Michel Vauzelle                | 2 kwietnia 1992      | 29 marca 1993        |
| Pierre Méhaignerie             | 29 marca 1993        | 18 maja 1995         |
| Jacques Toubon                 | 18 maja 1995         | 4 czerwca 1997       |
| Elisabeth Guigou               | 4 czerwca 1997       | 18 października 2000 |
| Marylise Lebranchu             | 18 października 2000 | 7 maja 2002          |
| Dominique Perben               | 7 maja 2002          | 2 czerwca 2005       |
| Pascal Clément                 | 2 czerwca 2005       | 18 maja 2007         |
| Rachida Dati                   | 18 maja 2007         | 23 czerwca 2009      |
| Michèle Alliot-Marie           | 23 czerwca 2009      | 14 listopada 2010    |
| Michel Mercier                 | 14 listopada 2010    |                      |